# Famille Filangieri
 (juillet 2024).
Si vous disposez d'ouvrages ou d'articles de référence ou si vous connaissez des sites web de qualité traitant du thème abordé ici, merci de compléter l'article en donnant les références utiles à sa vérifiabilité et en les liant à la section « Notes et références ».
La famille Filangieri ou Filangeri est une grande famille de la noblesse italienne, de Nocera en Campanie ; d'origine normande et issue du baronnage italo-normand, cette famille bien implantée dans le Mezzogiorno depuis le milieu du XIe siècle occupa une place importante dans l'histoire du royaume de Sicile et du royaume de Naples, même après la chute des Hauteville à la fin du XIIe siècle, évincés par les Hohenstaufen.

## Historique

Blason des Filangeri de Naples « De blanc à la croix latine azur »

Le nom de la famille est à l'origine un surnom normand pris par les frères Robert, Guillaume, Roger et Tancrède, fils d'Anger, Filii Angerii en latin : Fi[l]z Anger, c'est-à-dire « fils [d']Anger ». Anger est un anthroponyme, sans doute Ansgar, le plus souvent en Normandie adaptation franque du nom de personne scandinave Ásgeirr cf. Angerville.
À l'origine de cette famille, un noble normand du nom de Roger d'Arnes (nommé aussi Tichel), qui semblerait appartenir à la famille ducale normande (incertain) et à la famille Hauteville. Roger d'Arnes serait mort le 2 novembre 1023.
On lui connait au moins trois enfants, trois fils qui quittèrent le duché de Normandie pour l'Italie du Sud : Turgis, Anger et un certain Silvanus, qui auraient suivi Robert Guiscard vers 1046.
- Turgis, devenu en Italie comte de Sanseverino et de Rota, meurt en novembre 1081. En 1067, il est excommunié par le pape Alexandre II. En effet, avec deux autres Normands, Guillaume de Hauteville et Guimond de Moulins, il s'était emparé de biens appartenant à l'archevêché de Salerne. Turgis est là l'origine de la branche familiale des Sanseverino ;

- Anger, valeureux guerrier et compagnon de Robert Guiscard avec qui il arrive en Italie et faisant probablement partie de la bande de ce dernier en Calabre. Il reçoit plus tard des terres dans la région de Salerne et meurt en avril 1104. Il fut inhumé dans l'église de Cava de' Tirreni (près de Salerne). Anger est à l'origine de la branche familiale des Filangieri et des Candida.

Quatre fils d'Anger prennent plus tard le surnom de Fi[l]z Anger « Fils [d']Anger », qui donne plus tard le nom de famille italien : Filangieri. Le cadet de ces frères, Tancrède Fitz Anger (Tancredi Filangieri en italien), est mentionné comme faisant partie des principaux barons normands présents lors du couronnement à Palerme de Roger II de Sicile (1130).
Plus tard, Richard Filangieri († 1263) fut dans la première moitié du XIIIe siècle, maréchal d'Empire du royaume de Sicile (sous domination des Hohenstaufen) et du Saint-Empire romain germanique, alors dirigés par le roi-empereur Frédéric de Sicile, et participa à la sixième croisade.
Les familles Filingieri et Filangieri di Candida Gonzaga sont issues de la Maison Filangieri.

## Personnalités
- Gaetano Filangieri, (1752-1788), juriste italien ;
- Carlo Filangieri, (1784-1867), militaire italien.